# Marte 1969A
A missão Marte 1969A (Marte 2M No.521 ou Marte M-69 No.521), foi uma missão espacial soviética com intenção de pesquisar a atmosfera de Marte. Ela foi perdida numa falha no lançamento em 1969.

## A missão
A missão  Marte 1969A, consistia apenas de um módulo orbital. A espaçonave deveria capturar imagens da superfície de Marte usando três câmeras, com as imagens sendo codificadas como sinais de televisão para que fossem transmitidas de volta à Terra. Ela também transportava um radiômetro, um conjunto de espectrômetros e um instrumento específico para detecção de vapor d'água na atmosfera de Marte. Ela foi uma das duas espaçonaves Marte 1969 (designação da NASA), fazendo par com a Marte 1969B, foi lançada em 1969 como parte do Programa Marte. Nenhuma das duas teve êxito no lançamento.
A Marte 2M No.521 (1969A para a NASA) foi lançada as 10:40:45 UTC em 27 de Março de 1969 por intermédio de um foguete Proton-K com um estágio superior do tipo D, partindo da plataforma 81/23 do Cosmódromo de Baikonur. Cinquenta e um segundos depois do lançamento, a cobertura da carga útil falhou e se desprendeu, no entanto o foguete continuou seu voo normalmente. Durante o voo do terceiro estágio, o rolamento do rotor falhou e a turbina pegou fogo. Isso resultou numa falha do motor que ocorreu a 438,66 segundos de voo, seguida pela explosão do terceiro estágio. Destroços dessa missão caíram sobre as montanhas Altai.